# Dance to This
«Dance to This» es una canción grabada por el cantante australiano Troye Sivan en colaboración con la cantante estadounidense Ariana Grande perteneciente al segundo trabajo discográfico de Sivan, Bloom (2018). La canción fue lanzada el 13 de junio de 2018 por EMI Music como el cuarto sencillo del álbum.

## Antecedentes
El 23 de febrero de 2018 el cantante ofreció una entrevista en la estación de radio inglesa BBC Radio 1 en el programa de Nick Grimshaw con el fin de promocionar el primer sencillo de su segundo trabajo discográfico. Sivan contó a Grimshaw que le ofreció a Grande colaborar en el tema mostrándole una demo de esta. Sivan describió la canción añadiendio: “suena exactamente como lo soñé”. En la edición de mayo de la revista GQ en su edición australiana, donde Sivan fue portada, este comentó lo siguiente sobre su colaboración con la estadounidense: "ella es una gran amiga. No estaba seguro si tendría grandes participaciones en este álbum ya que es muy personal. Pero cuando tuve esta canción creía que realmente necesitaba a Ariana Grande en esta". Acorde con aquella revista, el segundo álbum de Sivan sería lanzado al mercado el 8 de junio así como su colaboración con Grande. A finales del mes de mayo, Sivan anunció mediante sus redes sociales que Dance To This sería la sexta canción de Bloom.
Finalmente, el 10 de junio de 2018 Sivan anunció por la misma vía que Dance To This sería lanzado tres días después, el 13 de junio.

## Posicionamiento en listas

### Semanales
| Australia       | ARIA Singles Chart             | 1  |
| Bélgica (Fla)   | Ultratip                       | 32 |
| Canadá          | Canadian Hot 100               | 85 |
| Croacia         | HRT                            | 91 |
| Escocia         | Scottish Singles Chart         | 38 |
| Eslovaquia      | Singles Digital Top 100        | 66 |
| Estados Unidos  | Bubbling Under Hot 100 Singles | 15 |
| Francia         | SNEP                           | 93 |
| Irlanda         | IRMA                           | 52 |
| Nueva Zelanda   | Heatseekers Singles Chart      | 1  |
| Portugal        | AFP                            | 64 |
| Reino Unido     | UK Singles Chart               | 64 |
| Rumania         | Airplay 100                    | 92 |
| República Checa | Singles Digitál Top 100        | 69 |
| Suecia          | Sverigetopplistan              | 98 |

### Certificaciones
| País      | Organismo certificador | Certificación | Ventas certificadas | Ref.   |
| --------- | ---------------------- | ------------- | ------------------- | ------ |
| Australia | ARIA                   | Oro           | 35 000              | [ 27 ] |
| Brasil    | ABPD                   | Oro           | 20 000              | [ 28 ] |